# Oeringer Straße 20 (Quedlinburg)
Das Haus Oeringer Straße 20 war ein denkmalgeschütztes Gebäude in der Stadt Quedlinburg in Sachsen-Anhalt.

## Lage
Es befand sich östlich der historischen Quedlinburger Neustadt. Heute ist das Grundstück mit einem zur Handelskette Lidl gehörenden Einkaufsmarkt bebaut.

## Architektur und Geschichte

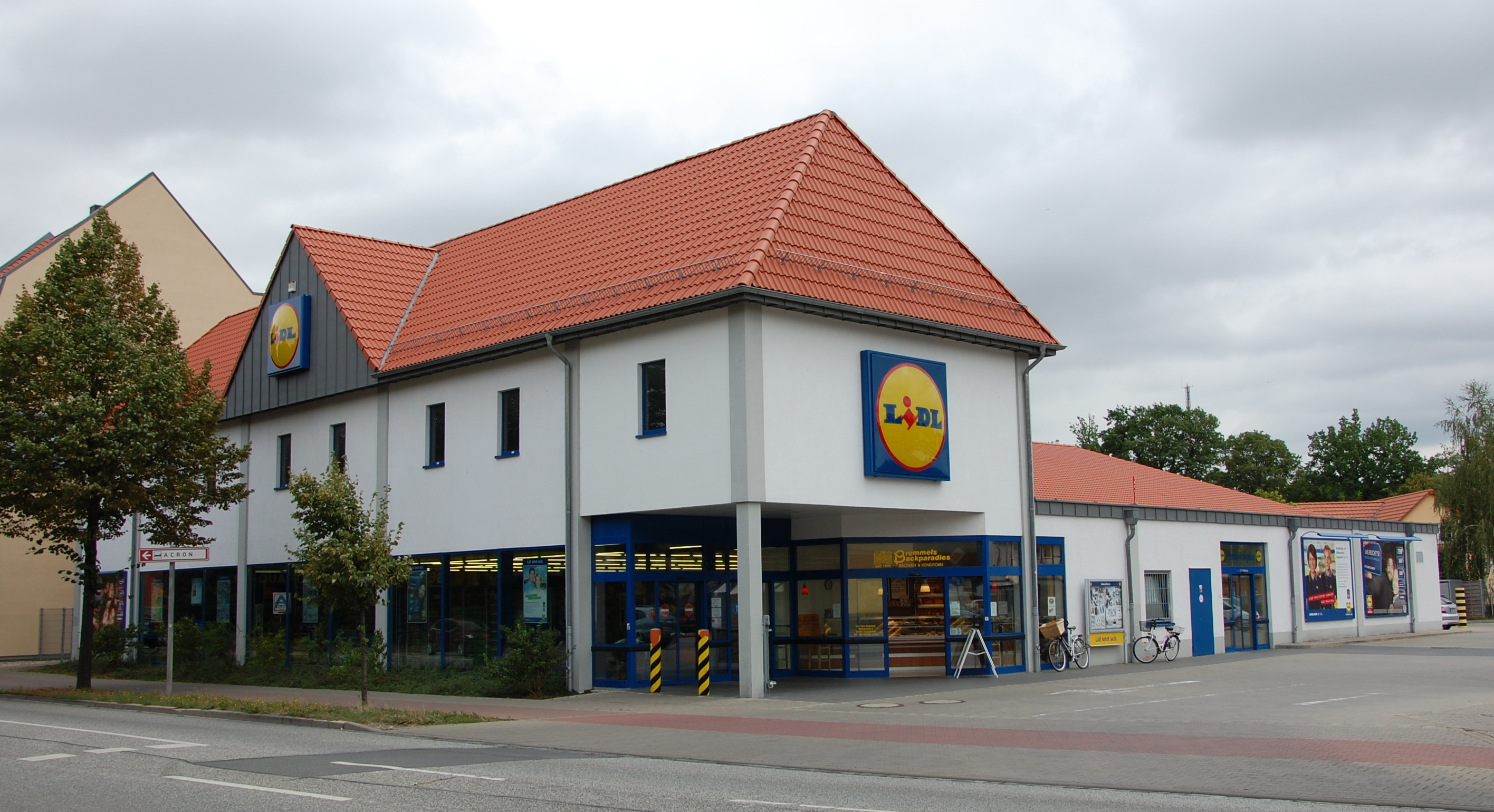
Lidl-Einkaufsmarkt im Jahr 2013

Bei dem Gebäude handelte es sich um einen kleinen Bürgerhof, der sich vor der Stadt Quedlinburg befand. Es war im Quedlinburger Denkmalverzeichnis als Bürgerhof eingetragen. Das eher schlichte Wohnhaus war in der Zeit des Barock entstanden. Es verfügte über eine Profilbohle und geohrten Fensterfaschen. Im 18. und 19. Jahrhundert erfolgten Anbauten und Erweiterung des Gebäudes.
Im Jahr 2009 wurde das zu diesem Zeitpunkt stark sanierungsbedürftige Gebäude abgerissen und ein Lidl-Einkaufsmarkt errichtet.
2024 erfolgte die formale Streichung aus dem Denkmalverzeichnis.